# Disney's The Kid
The Kid (comercializado como Disney's The Kid; Brasil: Duas Vidas; Portugal: Nunca É Tarde) é um filme de comédia dramática estadunidense lançado em 2000, dirigido por Jon Turteltaub e estrelado por Bruce Willis e Spencer Breslin. É coestrelado por Emily Mortimer, Lily Tomlin, Chi McBride, e Jean Smart. O filme foi lançado em 7 de julho nos Estados Unidos e recebeu mistas com críticas positivas dos críticos.

## Sinopse
Russ (Bruce Willis) é um homem adulto e bem-sucedido. Numa noite, um garoto (Spencer Breslin) invade sua casa com um aviãozinho de brinquedo. Russ descobre então, que esse garoto é ele mesmo com oito anos de idade. O garoto fica decepcionado ao descobrir que quando adulto não será um famoso piloto de avião. Porém, com essa convivência irá fazer Russ lembrar seus sonhos de infância.

## Elenco
- Bruce Willis como Russ Duritz
- Spencer Breslin como Jovem Rusty
- Emily Mortimer como Amy
- Lily Tomlin como Janet
- Chi McBride como Kenny
- Jean Smart como Deidre Lefever
- Dana Ivey como Dr. Suzanne Alexander
- Reiley McClendon como Mark
- Steve Tom como Bruce, o advogado
- Larry King como ele mesmo
- Jeri Ryan como ela mesma
- Nick Chinlund como ele mesmo
- Matthew Perry como Mr. Vivian (não creditado)
- Daniel von Bargen como Sam Duritz
- Elizabeth Arlen como Gloria Duritz
- Zach Redo como James
- Brian McGregor como Vince
- Brian Tebbits como Herbert
- Brian McLaughlin como George

## Bilheteria
O filme estreou em #4 nas bilheterias da América do Norte fazendo  $12,687,726 USD em sua semana de estréia atrás de The Patriot, The Perfect Storm e Scary Movie.

## Resposta da crítica
Após a sua liberação, Disney's The Kid recebeu mistas com críticas positivas dos críticos. Site agregador de revisão Rotten Tomatoes calculou uma aprovação global de 49% com base em 97 comentários, sendo o consenso, "Críticos encontraram The Kid como sendo muito doce e mensagem do filme para ser irritantemente simplista". Tem uma classificação de 45% no Metacritic. O crítico de cinema Roger Ebert do Chicago Sun-Times deu uma crítica positiva, premiando o filme com 3 estrelas de 4 e observando "Disney's The Kid é caloroso e eficaz, uma parábola pequeno doce que envolve um homem e um menino que ajudar uns aos outros a se tornarem um menino melhor e um homem melhor. É um filme doce, envolvendo de forma inesperada, e mostra mais uma vez que Willis, tão facilmente identificado com filmes de ação, é dotado nas áreas de comédia e compaixão: Este é um enredo doce, e ele empresta credibilidade apenas por estar nela".

### Prêmios e nomeações
The Kid foi nomeado para um Saturn Award, e dois Young Artist Awards, recebendo apenas um Young Artist Award:
| Group                      | Award                                                                                               | Win      |
| -------------------------- | --------------------------------------------------------------------------------------------------- | -------- |
| The Saturn Awards (2001)   | Melhor Performance por um Jovem Ator Spencer Breslin                                                | Indicado |
| Young Artist Awards (2001) | Melhor Performance em um Longa-Metragem - Ator Jovem de Dez Anos de Idade ou Abaixo Spencer Breslin | Venceu   |
| Young Artist Awards (2001) | Melhor Longa-Metragem de Família - Comédia                                                          | Indicado |